# Eleição municipal de Florianópolis em 1969
A eleição municipal de Florianópolis em 1969 ocorreu em 30 de novembro do mesmo ano. Esta foi a primeira eleição municipal sob a lei nº 5.449 e 4 de junho de 1968.
O conceito de área de segurança nacional surgiu no governo Costa e Silva ao qual coube editar lei disciplinando o tema e instalar os primeiros sessenta e oito municípios regidos pela mesma em 1968. Tal número seria elevado ao longo de todo o ciclo militar até que a maioria destes perdeu tal condição no governo João Figueiredo.
Por imposição legal, Florianópolis se encaixava entre os municípios onde o pleito se restringiu a eleger apenas vereadores, pois nas capitais dos estados, áreas de segurança nacional, instâncias hidrominerais e municípios de territórios federais o titular do Poder Executivo era escolhido indiretamente pelo governador do estado da seguinte forma: nas capitais de estado e estâncias hidrominerais a nomeação dependia de aprovação da Assembleia Legislativa e nas áreas de segurança nacional era necessária a concordância do Presidente da República. Não houve eleições municipais em Brasília e Vila dos Remédios pois as unidades federativas onde estavam situadas tinham governadores nomeados pelo Palácio do Planalto. Previstas para 1980 quando seriam escolhidos os sucessores dos prefeitos, vice-prefeitos e vereadores eleitos em 1976 as eleições foram adiadas devido à aprovação da Emenda Constitucional nº 14 de autoria do deputado Anísio de Sousa (PDS-GO).
O primeiro nomeado para o cargo de prefeito foi o vereador Nagib Jabor (ARENA). Porém, Florianópolis vivia grave crise institucional, com isso houve várias trocas de prefeitos, e nesse quadriênio ainda foi nomeado para o cargo Ari Oliveira (ARENA), período onde foi criada a Companhia Melhoramentos da Capital (Comcap).; e posteriormente assumiu Nilton Severo da Costa (ARENA), já no quadriênio seguinte.

## Vereadores eleitos
Os vereadores eleitos com seus respectivos partidos e quantidade de votos são:
| Vereador eleito               | Partido | Votação |
| ----------------------------- | ------- | ------- |
| Dakir Polidoro                | ARENA   | 2.086   |
| Lúcio Freitas da Silva        | ARENA   | 2.001   |
| Murilo Magno Vieira           | MDB     | 1.768   |
| Aldo Belarmino da Silva       | ARENA   | 1.709   |
| Renato Cavallazzi             | MDB     | 1.695   |
| Pedro Medeiros                | MDB     | 1.596   |
| Nagib Jabor                   | ARENA   | 1.583   |
| Baldicero Filomeno            | ARENA   | 1.556   |
| Hélio da Silva Hoeschl        | ARENA   | 1.542   |
| Aloísio Acácio Piazza         | MDB     | 1.523   |
| Antônio Henrique Bulcão Viana | ARENA   | 1.470   |
| Isauro Vera                   | ARENA   | 1.346   |
| João Otávio Furtado           | ARENA   | 1.154   |